# Liste der Baudenkmäler in Hartenstein (Mittelfranken)
Auf dieser Seite sind die Baudenkmäler in der mittelfränkischen Gemeinde Hartenstein zusammengestellt. Diese Tabelle ist eine Teilliste der Liste der Baudenkmäler in Bayern. Grundlage ist die Bayerische Denkmalliste, die auf Basis des Bayerischen Denkmalschutzgesetzes vom 1. Oktober 1973 erstmals erstellt wurde und seither durch das Bayerische Landesamt für Denkmalpflege geführt wird. Die folgenden Angaben ersetzen nicht die rechtsverbindliche Auskunft der Denkmalschutzbehörde. Diese Liste gibt den Fortschreibungsstand vom 16. April 2020 wieder und enthält 48 (inklusive ein Ensemble) Baudenkmäler.

## Ensemble

### Ensemble Ortskern Lungsdorf

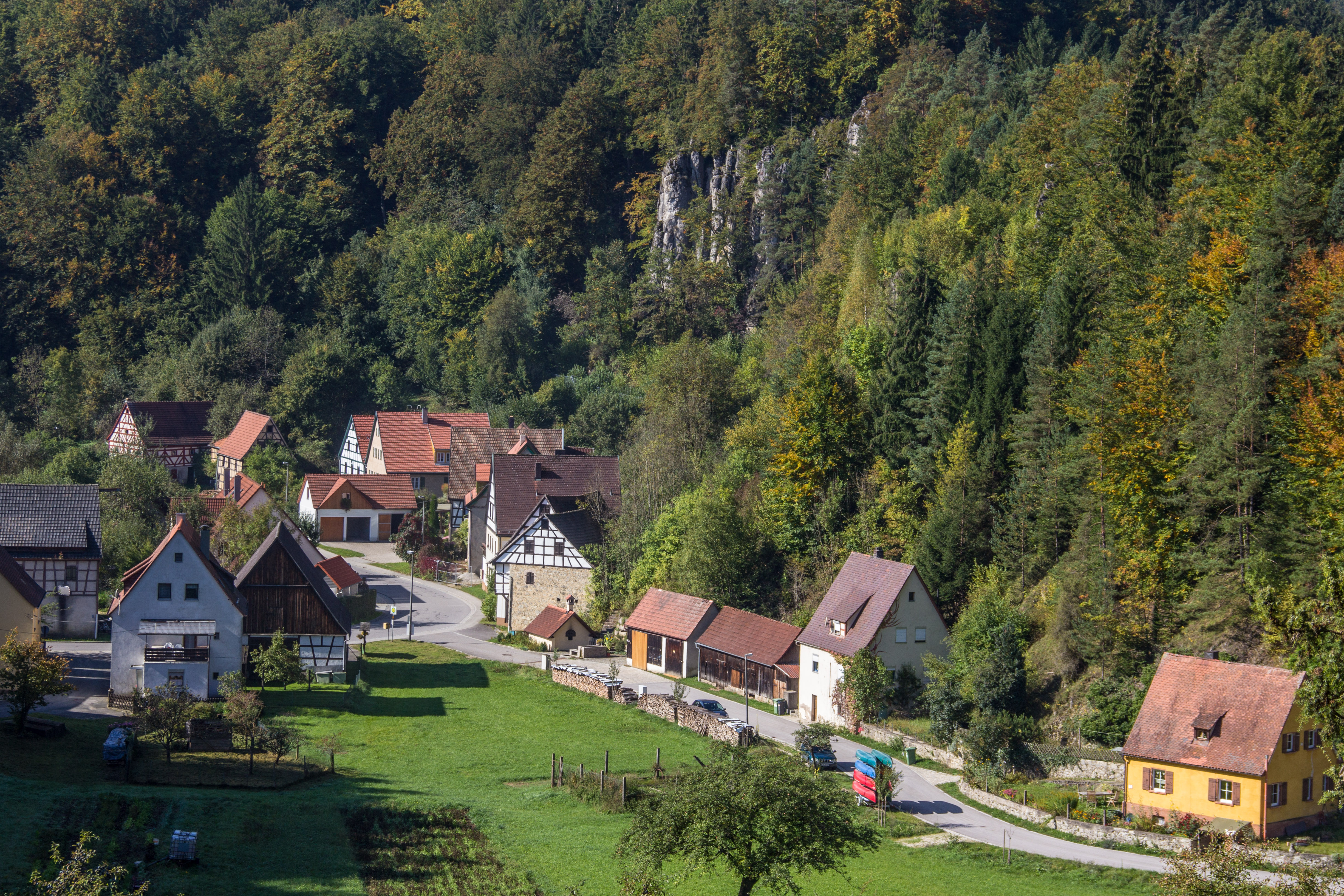
Lungsdorf

Das Ensemble (Lage) umfasst das gesamte Dorf. Seit dem frühen 19. Jahrhundert bzw. der Uraufnahme von 1831 ist Lungsdorf lediglich um 4 Anwesen auf 14 Anwesen gewachsen. Damit bewahrt das kleine Dorf Lungsdorf, das sich im felsigen Tal der Pegnitz um eine Flussschleife schmiegt, das Bild eines in die Landschaft integrierten Dorfes. Bestimmend geblieben ist die Einordnung in die natürliche Topographie, also die Einfügung zwischen Pegnitz und Berg- bzw. Felsenabhängen, wo zudem noch die gewundene Straße zwischen Rupprechtstegen und Velden eingebunden werden musste. 
Die lockere Reihung der Anwesen an der sich hindurchwindenden Straße dokumentiert Aussehen und Umfang eines überschaubaren Dorfes vor den Veränderungen des 19. Jahrhunderts. Die Bebauung besteht aus Bauernhäusern und einem Gasthof entlang der Pegnitztalstraße wie den beiden, etwas jüngeren Gebäuden an der Alten Amberger Straße. Prägend ist die traditionell fränkische Fachwerkbauweise mit K-Streben des 17. bis 18. Jahrhunderts geblieben, aber auch Kalksteinbauten des 19. Jahrhunderts passen hinein. Zubauten des Gasthofes und zwischen Pegnitz und Straße lassen aber Störungen im Dorf nicht verkennen.
Aktennummer: E-5-74-129-1

## Baudenkmäler nach Ortsteilen

### Hartenstein
| Lage                                                  | Objekt                               | Beschreibung | Akten-Nr.             | Bild           |
| ----------------------------------------------------- | ------------------------------------ | --- | --------------------- | -------------- |
| Burg 1 (Standort)                                     | Burg                                 | Grundmauern der Anlage, 12. bis 14. Jahrhundert Spätmittelalterliches dreigeschossiges Kasernengebäude: 1633, im Kern 16. Jahrhundert; mit Ausstattung Burgbefestigung: Kalkstein, wohl spätmittelalterlich | D-5-74-129-2 Wikidata | weitere Bilder |
| Hauptstraße 7 (Standort)                              | Marter                               | Oberteil 18. Jahrhundert; kapellenartig umbaut | D-5-74-129-5 Wikidata | weitere Bilder |
| Im Hopfengarten, am Weg nach Höflas (Standort)        | Wegkreuz                             | Kalksteinsäule, ehemals mit Gusseisen-Kruzifix, Ende 19. Jahrhundert | D-5-74-129-3 Wikidata | BW             |
| Nähe Hauptstraße (Standort)                           | Katholische Pfarrkirche St. Trinitas | Rechteckbau mit eingezogenem Chor und Spitzhelmturm, Neubau von 1882/84 in Anlehnung an die Romantik und italienische Renaissance; mit Ausstattung                                                          | D-5-74-129-1 Wikidata | weitere Bilder |
| Nähe Salzlecke, zwischen Salzlecke 4 und 6 (Standort) | Bildsäule                            | Bildsäule mit Muttergottesfigur, gemauert, 19. Jahrhundert | D-5-74-129-6 Wikidata | weitere Bilder |
| Bei Salzlecke 7 (Standort)                            | Bildstock                            | Bruchsteinsockel mit Nischenaufsatz mit farbig gefasster Christusfigur, 19. Jahrhundert | D-5-74-129-7 Wikidata | BW             |

### Enzendorf
| Lage | Objekt                                              | Beschreibung | Akten-Nr.                        | Bild           |
| --- | --------------------------------------------------- | --- | -------------------------------- | -------------- |
| Bahnstrecke Nürnberg–Schirnding, bei Streckenkilometer 43,043 (Standort)                                           | Eisenbahnbrücke, Bestandteil der Fichtelgebirgsbahn | Eisenträgerbrücke über die Pegnitz mit genietetem, hängenden Fischbauchträgerfachwerk, Widerlager aus Granitmauerwerk, 1877, 1899, Umbau 1931                | D-5-74-129-52 Wikidata           | weitere Bilder |
| Auf der Lüß, am Weg nach Siglitzhof (Standort)                                                                     | Kreuz                                               | Kalkstein, wohl nachmittelalterlich | D-5-74-129-13 Wikidata           | weitere Bilder |
| Enzendorf 11 (Standort)                                                                                            | Ehemaliges Wohnstallhaus                            | Zweigeschossiger Satteldachbau mit Fachwerkobergeschoss und -giebel, 19. Jahrhundert                                                                         | D-5-74-129-8 Wikidata            | weitere Bilder |
| Enzendorf 12 (Standort)                                                                                            | Wohnstallhaus                                       | Zweigeschossiger Massivbau mit Steilsatteldach, rückwärtiger Giebel Fachwerk, zweite Hälfte 19. Jahrhundert                                                  | D-5-74-129-9 Wikidata            | BW             |
| Enzendorf 14 (Standort)                                                                                            | Ehemaliges Wohnstallhaus                            | Zweigeschossiger Massivbau, Giebel Fachwerk, teils verputzt, wohl Anfang 19. Jahrhundert                                                                     | D-5-74-129-10 Wikidata           | BW             |
| Enzendorf 18 (Standort)                                                                                            | Wohnstallhaus                                       | Eingeschossiger Steilsatteldachbau mit reichem Giebelfachwerk, 18. Jahrhundert                                                                               | D-5-74-129-12 Wikidata           | weitere Bilder |
| Enzendorf 18 (Standort)                                                                                            | Scheune                                             | Fachwerkbau mit Steilsatteldach, 19. Jahrhundert | D-5-74-129-12 zugehörig Wikidata | weitere Bilder |
| Enzendorf 24 1/2 (Standort)                                                                                        | Ehemaliges Austragshaus                             | Schmaler, zweigeschossiger Satteldachbau mit Fachwerkobergeschoss und -giebel, 1790                                                                          | D-5-74-129-31 Wikidata           | BW             |
| Hammerweg; Bahnstrecke Nürnberg–Schirnding, bei Streckenkilometer 42,671 (Standort)                                | Eisenbahnbrücke, Bestandteil der Fichtelgebirgsbahn | Eisenträgerbrücke über die Pegnitz mit genietetem, hängendem Fachwerk und einseitigem Vollwandträger, Widerlager aus Granitmauerwerk, 1877, 1899, Umbau 1930 | D-5-74-129-51 Wikidata           | weitere Bilder |
| Vogelherd; zwischen Artelshofen und Enzendorf; Bahnstrecke Nürnberg–Schirnding; Streckenkilometer 42,56 (Standort) | Tunnel Vogelherd der Fichtelgebirgsbahn             | Tunnelportale in Rustikaquadermauerwerk, 256 Meter Länge, nach Planung von 1872/74 erbaut                                                                    | D-5-74-129-35                    | weitere Bilder |

### Griesmühle
| Lage                    | Objekt  | Beschreibung | Akten-Nr.                        | Bild           |
| ----------------------- | ------- | --- | -------------------------------- | -------------- |
| Griesmühle 1 (Standort) | Mühle   | Zweigeschossiger, verputzter Kalksteinbau mit Satteldach, Giebel mit reichem Fachwerk, erste Hälfte 18. Jahrhundert | D-5-74-129-14 Wikidata           | weitere Bilder |
| Griesmühle 1 (Standort) | Scheune | Fachwerkbau mit Satteldach, erste Hälfte 18. Jahrhundert                                                            | D-5-74-129-14 zugehörig Wikidata | weitere Bilder |

### Großmeinfeld
| Lage                                       | Objekt        | Beschreibung | Akten-Nr.              | Bild           |
| ------------------------------------------ | ------------- | --- | ---------------------- | -------------- |
| Großmeinfeld 4 (Standort)                  | Bauernhof     | Bauernhaus: zweigeschossiger Steilsatteldachbau, Obergeschoss und Giebel Fachwerk, Schieferdeckung, 19. Jahrhundert Scheune: Kalksteinbau mit Fachwerk und Schieferdeckung, 19. Jahrhundert Stall- und Remisengebäude: mit vorkragendem Satteldach, 19. Jahrhundert | D-5-74-129-16 Wikidata | BW             |
| Großmeinfeld 5; In Großmeinfeld (Standort) | Bauernhof     | Bauernhaus: zweigeschossiger Massivbau mit reichem Fachwerkgiebel, wohl erste Hälfte 18. Jahrhundert Scheune: stattlicher Fachwerkbau auf massivem Erdgeschoss, 19. Jahrhundert                                                                                     | D-5-74-129-17 Wikidata | BW             |
| Großmeinfeld 10 (Standort)                 | Wohnstallhaus | Eingeschossiger Steilsatteldachbau mit Giebelfachwerk, bezeichnet „1789“ | D-5-74-129-18 Wikidata | weitere Bilder |

### Grünreuth
| Lage                                          | Objekt                | Beschreibung | Akten-Nr.              | Bild           |
| --------------------------------------------- | --------------------- | --- | ---------------------- | -------------- |
| Grünreuth 3 (Standort)                        | Bauernhaus            | zweigeschossiger, traufseitiger Massivbau mit Satteldach, 2. Hälfte 19. Jh.; östlich anschließend ehem. Wohnstallhaus, eingeschossiger Bruchsteinbau mit Frackdach und Fachwerkgiebel, 18. Jh., Umbau zum Stall 2. Hälfte 19. Jh. | D-5-74-129-50          | BW             |
| Grünreuth 5 (Standort)                        | Kriegerdenkmal        | Weiße Marmortafel auf ehemaligem Grabstein, um 1920 errichtet | D-5-74-129-34 Wikidata | BW             |
| Grünreuth 8 (Standort)                        | Ehemaliges Voitenhaus | Wohnstallhaus, stattlicher Satteldachbau, Fachwerkobergeschoss und -giebel, Aufstockung 18. Jahrhundert, im Kern älter | D-5-74-129-33 Wikidata | BW             |
| In Grünreuth, neben Haus Nummer 8 (Standort)  | Ehemaliges Schloss    | Quader und Bauspuren des Palas und eines Kellers, mittelalterlich | D-5-74-129-20 Wikidata | weitere Bilder |
| In Grünreuth, neben Haus Nummer 17 (Standort) | Scheune               | Fachwerkbau mit Satteldach, 18. Jahrhundert | D-5-74-129-19          | BW             |
| Grünreuth 19 (Standort)                       | Backhaus              | Massives Satteldachgebäude, Ende 18. Jahrhundert; mit Keller | D-5-74-129-48 Wikidata | BW             |

### Güntersthal
| Lage | Objekt                                            | Beschreibung | Akten-Nr.              | Bild                                          |
| --- | ------------------------------------------------- | --- | ---------------------- | --------------------------------------------- |
| Sonnenburg; zwischen Lungsdorf und Güntersthal; Bahnstrecke Nürnberg–Schirnding; Streckenkilometer 46,62 (Standort) | Eisenbahntunnel Sonnenburg der Fichtelgebirgsbahn | Tunnelportale in Rustikaquadermauerwerk, 185 m Länge, nach Planung von 1872/74 erbaut | D-5-74-129-39 Wikidata | weitere Bilder                                |
| Güntersthal 1; Herrnstatt; In Güntersthal, an der Pegnitz (Standort)                                                | Bronzepulverwerk, sogenannte alte Eckartwerke     | Ehemalige Mühle: zweigeschossiger Satteldachbau mit Ecklisenen und Gesimsgliederung, zweite Hälfte 19. Jahrhundert Werkshallen: aneinander gereihte Sheddachbauten, im stumpfen Winkel massiver Uhrturm mit Eckbossierung und spitzem Zeltdach, nach Planungen von Hans Lehr & Karl Leubert, 1923; nördlich an die ehemalige Mühle anschließend | D-5-74-129-30 Wikidata | Bronzepulverwerk, sogenannte alte Eckartwerke |
| Güntersthal 4 (Standort)                                                                                            | Bronzepulverwerk, sogenannte neue Eckartwerke     | Verwaltungsgebäude: zweigeschossiger, massiver Giebelbau mit Steilsatteldach, Schleppgauben und Dachreiter mit Pyramidendach, von Hans Lehr & Karl Leubert, 1940 Verwaltungsgebäude: eingeschossiger, traufseitiger Massivbau mit Steilsatteldach, Zwerchhaus mit Satteldach und Walmdachgauben, von Lehr & Leupert, 1940 Pförtnerhaus: stattlicher, eingeschossiger Giebelbau mit Steilsatteldach, Schleppgauben und breiter Durchfahrt, von Lehr & Leupert, 1940 Einfriedung: Sandsteinquadermauer mit profiliertem Abschluss und Rechteckpfeiler mit Aufsatz, gleichzeitig | D-5-74-129-60 Wikidata | BW                                            |

### Kleinmeinfeld
| Lage                       | Objekt  | Beschreibung                                                 | Akten-Nr.              | Bild |
| -------------------------- | ------- | ------------------------------------------------------------ | ---------------------- | ---- |
| Kleinmeinfeld 1 (Standort) | Scheune | Massivbau mit Satteldach und Fachwerkgiebel, 18. Jahrhundert | D-5-74-129-22 Wikidata | BW   |

### Loch
| Lage              | Objekt                   | Beschreibung | Akten-Nr.              | Bild |
| ----------------- | ------------------------ | --- | ---------------------- | ---- |
| Loch 1 (Standort) | Wohnstallhaus            | Zweigeschossiger Massivbau mit Fachwerk, Ende 18./Anfang 19. Jahrhundert Scheune: verschalter Fachwerkbau mit Satteldach, 18. Jahrhundert | D-5-74-129-23 Wikidata | BW   |
| Loch 3 (Standort) | Ehemaliges Wohnstallhaus | Zweigeschossige Massivbau, Giebel mit reichem Fachwerk, Mitte 18. Jahrhundert zugehörige Fachwerkscheune, 18. Jahrhundert                 | D-5-74-129-24 Wikidata | BW   |

### Lungsdorf
| Lage | Objekt                                              | Beschreibung | Akten-Nr.              | Bild           |
| --- | --------------------------------------------------- | --- | ---------------------- | -------------- |
| Beim Ort; Bahnstrecke Nürnberg–Schirnding, Streckenkilometer 46,21 (Standort)                                              | Eisenbahntunnel Hufstätte der Fichtelgebirgsbahn    | Tunnelportale in Rustikaquadermauerwerk, 80 m Länge, nach Planung von 1872/74 erbaut | D-5-74-129-38 Wikidata | weitere Bilder |
| Pegnitz; Staatsstraße 2162; Bahnstrecke Nürnberg–Schirnding bei Streckenkilometer 46,038 (Standort)                        | Eisenbahnbrücke, Bestandteil der Fichtelgebirgsbahn | Eisenträgerbrücke über die Pegnitz mit genietetem, hängendem Fischbauchträgerfachwerk, Widerlager aus Granitmauerwerk, 1877, 1899, Umbau 1932                                                              | D-5-74-129-56 Wikidata | weitere Bilder |
| Pegnitz; Staatsstraße 2162; Bahnstrecke Nürnberg–Schirnding bei Streckenkilometer 46,305 (Standort)                        | Eisenbahnbrücke, Bestandteil der Fichtelgebirgsbahn | Eisenträgerbrücke über die Pegnitz mit genietetem, hängendem Fischbauchträgerfachwerk, Widerlager aus Granitmauerwerk, 1877, 1899, Umbau 1932                                                              | D-5-74-129-57          | weitere Bilder |
| Rothenfels; zwischen Rupprechtstegen und Lungsdorf; Bahnstrecke Nürnberg–Schirnding bei Streckenkilometer 45,71 (Standort) | Eisenbahntunnel Rothenfels der Fichtelgebirgsbahn   | Tunnelportale in Rustikaquadermauerwerk, 218 m Länge, nach Planung von 1872/74 erbaut | D-5-74-129-37 Wikidata | weitere Bilder |
| Lungsdorf 2 (Standort) | Ehemaliges Wohnstallhaus                            | Ursprünglich eingeschossiger Massivbau mit reichem Fachwerkgiebel, wohl erstes Hälfte 18. Jahrhundert, einseitig aufgestockt, wohl spätes 19./frühes 20. Jahrhundert Scheune: Fachwerkbau, 19. Jahrhundert | D-5-74-129-25 Wikidata | weitere Bilder |
| Lungsdorf 5 (Standort) | Wohnstallhaus                                       | Zweigeschossiges Wohnstallhaus, Giebel Fachwerk, 18. Jahrhundert; zugehörige Scheune, bezeichnet „1825“, und Scheuer, je mit Fachwerkgiebel, zweite Hälfte 19. Jahrhundert                                 | D-5-74-129-26 Wikidata | weitere Bilder |
| Lungsdorf 8 (Standort) | Ehemaliges Wohnstallhaus                            | Zweigeschossiger Massivbau, 19. Jahrhundert Scheune: Erdgeschoss Kalkstein, Obergeschoss und Giebel Fachwerk, 19. Jahrhundert                                                                              | D-5-74-129-27          | weitere Bilder |
| Lungsdorf 9 (Standort) | Wohnstallhaus                                       | Erdgeschoss Kalkstein, Obergeschoss und Giebel reiches Fachwerk, spätes 17./frühes 18. Jahrhundert; zugehörige Fachwerkscheune mit Remise, 19. Jahrhundert                                                 | D-5-74-129-28 Wikidata | weitere Bilder |

### Neuensorg
| Lage | Objekt                                              | Beschreibung | Akten-Nr.              | Bild           |
| --- | --------------------------------------------------- | --- | ---------------------- | -------------- |
| Bahnstrecke Nürnberg–Schirnding; bei Streckenkilometer 47,644 (Standort)                                           | Eisenbahnbrücke, Bestandteil der Fichtelgebirgsbahn | Eisenträgerbrücke über die Pegnitz mit genietetem, hängendem Fischbauchträgerfachwerk, Widerlager aus Granitmauerwerk, 1877, 1899, Umbau 1928 | D-5-74-129-58 Wikidata | weitere Bilder |
| Bahnstrecke Nürnberg–Schirnding; bei Streckenkilometer 48,126 (Standort)                                           | Eisenbahnbrücke, Bestandteil der Fichtelgebirgsbahn | Eisenträgerbrücke über die Pegnitz mit genietetem, hängendem Fischbauchträgerfachwerk, Widerlager aus Granitmauerwerk, 1877, 1899, Umbau 1928 | D-5-74-129-59          | weitere Bilder |
| In Neuensorg; Neuensorg 2; südlich vom Ort; Bahnstrecke Nürnberg–Schirnding bei Streckenkilometer 47,90 (Standort) | Eisenbahntunnel Haidenhübel der Fichtelgebirgsbahn  | Tunnelportale in Rustikaquadermauerwerk, 170 Meter Länge, nach Planung von 1872/74 erbaut                                                     | D-5-74-129-40 Wikidata | weitere Bilder |

### Rupprechtstegen
| Lage                                                                                       | Objekt                                              | Beschreibung | Akten-Nr.              | Bild                                              |
| ------------------------------------------------------------------------------------------ | --------------------------------------------------- | --- | ---------------------- | ------------------------------------------------- |
| Am Bahnhof 2 (Standort)                                                                    | Eisenbahnerwohnhaus der Fichtelgebirgsbahn          | Zweigeschossiger Ziegelsteinbau, um 1875 | D-5-74-129-41 Wikidata | Eisenbahnerwohnhaus der Fichtelgebirgsbahn        |
| Am Bahnhof 5; Streckenkilometer 44,39 (Standort)                                           | Ehemaliges Stationsgebäude der Fichtelgebirgsbahn   | Dreigeschossiger Walmdachbau, Ziegelsteinbau, zum Teil verputzt, um 1875; dabei Lampenbude                                                    | D-5-74-129-36 Wikidata | Ehemaliges Stationsgebäude der Fichtelgebirgsbahn |
| Bahnstrecke Nürnberg–Schirnding; Streckenkilometer 43,92, südlich vom Ort (Standort)       | Eisenbahntunnel Platte der Fichtelgebirgsbahn       | Tunnelportale in Rustikaquadermauerwerk, 268 Meter Länge, nach Planung von 1872/74 erbaut                                                     | D-5-74-129-42 Wikidata | weitere Bilder                                    |
| Bahnstrecke Nürnberg–Schirnding; bei Streckenkilometer 45,421, nördlich vom Ort (Standort) | Eisenbahnbrücke, Bestandteil der Fichtelgebirgsbahn | Eisenträgerbrücke über die Pegnitz mit genietetem, hängendem Fischbauchträgerfachwerk, Widerlager aus Granitmauerwerk, 1877, 1899, Umbau 1930 | D-5-74-129-54 Wikidata | weitere Bilder                                    |
| Nähe Hirtenweg; an der Ecke des Grundstückes Abzweigung Hirtenweg (Standort)               | Uhrturm eines ehemaligen Feuerwehrgebäudes          | rechteckiger Fachwerkbau mit verbrettertem Obergeschoss und flachem Pyramidendach mit Wetterfahne, wohl erstes Viertel 20. Jahrhundert        | D-5-74-129-32 Wikidata | weitere Bilder                                    |

## Ehemalige Baudenkmäler
In diesem Abschnitt sind Objekte aufgeführt, die früher einmal in der Denkmalliste eingetragen waren, jetzt aber nicht mehr. Objekte, die in anderem Zusammenhang – also z. B. als Teil eines Baudenkmals – weiter eingetragen sind, sollen hier nicht aufgeführt werden. Aktennummern in diesem Abschnitt sind ehemalige, jetzt nicht mehr gültige Aktennummern.

| Lage                  | Objekt                     | Beschreibung                                                         | Akten-Nr.                        | Bild           |
| --------------------- | -------------------------- | -------------------------------------------------------------------- | -------------------------------- | -------------- |
| Kreuzberg (Standort)  | Steinkreuz                 | sogenannter Vehmstein, 17. Jahrhundert; am Weg nach Rupprechtstegen. | D-5-74-459-1                     | weitere Bilder |
| Harnbach 1 (Standort) | Mühle, Mühlengebäude       | Obergeschoss und Giebel Fachwerk, wohl zweite Hälfte 19. Jahrhundert | D-5-74-129-21 Wikidata           | BW             |
| Harnbach 1 (Standort) | Mühle, zugehörige Stallung | Sandsteinquaderbau, erste Hälfte 19. Jahrhundert                     | D-5-74-129-21 zugehörig Wikidata | BW             |

## Abgegangene Baudenkmäler
In diesem Abschnitt sind Objekte aufgeführt, die früher einmal in der Denkmalliste eingetragen waren, jetzt aber nicht mehr existieren, z. B. weil sie abgebrochen wurden. Aktennummern in diesem Abschnitt sind ehemalige, jetzt nicht mehr gültige Aktennummern.

| Lage                                                                                            | Objekt                                              | Beschreibung | Akten-Nr.              | Bild           |
| ----------------------------------------------------------------------------------------------- | --------------------------------------------------- | --- | ---------------------- | -------------- |
| Bahnstrecke Nürnberg–Schirnding, bei Streckenkilometer 46,665 (Standort)                        | Eisenbahnbrücke, Bestandteil der Fichtelgebirgsbahn | Zweifeldrige Eisenträgerbrücke über die Pegnitz mit genieteten Vollwandträgern, Widerlager aus Granitmauerwerk, 1877, 1899, Umbau 1928. Die Brücke wurde 2021 durch einen Neubau ersetzt.                       | D-5-74-129-55 Wikidata | weitere Bilder |
| Harnbach; bei Pegnitz; Bahnstrecke Nürnberg–Schirnding; bei Streckenkilometer 43,489 (Standort) | Eisenbahnbrücke, Bestandteil der Fichtelgebirgsbahn | Eisenträgerbrücke über die Pegnitz mit genietetem, hängendem Fachwerk und einseitigen Vollwandträger, Widerlager aus Granitmauerwerk, 1877, 1899, Umbau 1930. Die Brücke wurde 2020 durch einen Neubau ersetzt. | D-5-74-129-53          | weitere Bilder |